# Club Centro Deportivo Municipal
Club Centro Deportivo Municipal is een Peruviaanse voetbalclub uit Lima. De club werd opgericht op 27 juli 1935. De thuiswedstrijden worden in het Estadio Iván Elías Moreno gespeeld, dat plaats biedt aan 13.000 toeschouwers. De clubkleuren zijn wit-rood.

## Erelijst
- Primera División:

Winnaar: (4) 1938, 1940, 1943, 1950

## Bekende (ex-)spelers
- Jefferson Farfán
- Roberto Martínez
- Juan Seminario
- Nolberto Solano
- Hugo Sotil